# Delchev Peak
Delchev Peak är en bergstopp i Antarktis. Den ligger i Sydshetlandsöarna. Argentina, Chile och Storbritannien gör anspråk på området. Toppen på Delchev Peak är 283 meter över havet.
Terrängen runt Delchev Peak är kuperad åt nordost, men åt sydväst är den bergig. Havet är nära Delchev Peak åt nordost. Trakten är obefolkad. Det finns inga samhällen i närheten. 